# Fougueyrolles
Fougueyrolles é uma comuna francesa na região administrativa da Nova Aquitânia, no departamento Dordonha. Estende-se por uma área de 11,61 km². Em 2010 a comuna tinha 480 habitantes (densidade: 41,3 hab./km²).